# Radeon X1900
Radeon X1900 — семейство видеокарт канадской компании ATI Corp. В 2006 году компания ATI Corp стала частью концерна AMD. Семейство решений состоит из пяти карт (X1900 All In Wonder, X1900 XT, X1900 XT Crossfire Edition, X1900 XTX, X1900 XTX Crossfire Edition, Radeon X1900 GT).
| Модель:                                  | X1900 XTX               | X1900 XT                | X1900 All In Wonder                     | X1900 GT                |
| ---------------------------------------- | ----------------------- | ----------------------- | --------------------------------------- | ----------------------- |
| Графический процессор (GPU):             | R580 (техпроцесс 90 нм) | R580 (техпроцесс 90 нм) | R580 (техпроцесс 90 нм)                 | R580 (техпроцесс 90 нм) |
| Частота процессора:                      | 650 МГц                 | 625 МГц                 | 500 МГц                                 | 575 МГц                 |
| Частота памяти:                          | 775 МГц (1550 МГц DDR)  | 725 МГц (1450 МГц DDR)  | 480 МГц (960 МГц DDR)                   | 600 МГц (1200 МГц DDR)  |
| Разрядность шины памяти:                 | 256 бит                 | 256 бит                 | 256 бит                                 | 256 бит                 |
| Память:                                  | 512 МБ GDDR3            | 512 МБ GDDR3            | 256 МБ GDDR3                            | 256 МБ GDDR3            |
| Интерфейс:                               | PCI-E x16               | PCI-E x16               | PCI-E x16                               | PCI-E x16               |
| Число пиксельных шейдерных процессоров:  | 48                      | 48                      | 48                                      | 36                      |
| Число текстурных блоков:                 | 16                      | 16                      | 16                                      | 12                      |
| Число вершинных шейдерных процессоров:   | 8                       | 8                       | 8                                       | 8                       |
| Число блоков растеризации (ROP):         | 16                      | 16                      | 16                                      | 12                      |
| Версия DirectX:                          | 9.0с                    | 9.0с                    | 9.0с                                    | 9.0с                    |
| Порты для дисплея:                       | 2хDVI, TV-выход         | 2хDVI, TV-выход         | 2хDVI, TV-выход                         | 2хDVI, TV-выход         |
| TV-вход:                                 | Есть                    | Есть                    | Есть                                    | Есть                    |
| Версия пиксельных шейдеров:              | 3.0                     | 3.0                     | 3.0                                     | 3.0                     |
| Версия вершинных шейдеров:               | 3.0                     | 3.0                     | 3.0                                     | 3.0                     |
| Поддержка технологии Crossfire:          | Есть*                   | Есть*                   | Есть*                                   | Есть*                   |
| Количество занимаемых слотов расширения: | Два                     | Два                     | Один                                    | Один                    |
| Дополнительно:                           | поддержка ATI AVIVO     | поддержка ATI AVIVO     | поддержка ATI AVIVO встроенный TV-тюнер | поддержка ATI AVIVO     |

* - Имеется только у видеокарт в названии которых есть "CrossFire Editon"